# New Order
New Order är en engelsk syntpop/postpunkgrupp, bildad i Manchester 1980 av de återstående medlemmarna ur Joy Division, vars sångare Ian Curtis begått självmord i maj samma år. New Order brukar räknas som ett av 1980-talets mest inflytelserika band, med sin banbrytande blandning av new wave, postpunk och elektronisk dansmusik och nämns ofta av fans, musikjournalister och andra musiker som en stark influens till de alternativa rock- och dansscener som växt fram under de senaste 25 åren.[källa behövs]
Bandets ursprungliga medlemmar var Bernard Sumner (sång, gitarr och synth), Peter Hook (bas, elektroniska trummor) och Stephen Morris (trummor, synth). 2001 lämnade den ursprungliga gitarristen/keybordisten Gillian Gilbert (gift med Morris) gruppen på grund av familjeåtaganden.

## Historia
New Order skivdebuterade 1981 med singeln Ceremony följt av albumet Movement i slutet av året. Båda hade stora likheter med Joy Divisions musik. Med nästa singel Everything's Gone Green började gruppen använda synthesizers och sequencers inspirerade av Kraftwerk och amerikansk electro, vilket blev början på ett eget sound. De slog igenom 1983 med singeln Blue Monday där New Order blandade influenser från new wave och dansmusik. Blue Monday är den bäst säljande maxisingeln genom tiderna.
Med album som Power, Corruption & Lies (1983), Low-life (1985) och Technique (1989) kom New Order att anses som ett av 1980-talets mest inflytelserika band, med sin banbrytande blandning av new wave, postpunk och elektronisk dansmusik.
1990 skrev New Order Englands officiella låt till VM i fotboll 1990, World in Motion, som blev bandets första och enda etta på brittiska singellistan. Efter det satsade medlemmarna på olika egna projekt. Sumner med Electronic, Hook med Revenge och senare Monaco, medan Morris och Gilbert bildade The Other Two. New Order återupptog emellertid snart arbetet och gav 1993 ut det framgångsrika albumet Republic med hitlåten Regret, men därefter gick medlemmarna skilda vägar.
New Order återkom 2001 med albumet Get Ready, men då utan Gillian Gilbert som lämnat gruppen för att ta hand om sina och Morris barn. 2005 utkom albumet Waiting for the Sirens' Call.
Efter månader av spekulationer om att bandet skulle lagts ner, kom så den 20 juni 2007 ett officiellt tillkännagivande, från basisten Peter Hook om att bandet splittrats. Huruvida dessa rykten var sanna kom att diskuteras, då det var Peter Hook som sa till radiokanalen Xfm att han och Bernard Sumner hade gått skilda vägar. 
2009 avslöjade Sumner att han inte längre önskade att fortsätta skapa musik som New Order. Sumner och Cunningham övergick 2009 till sitt band Bad Lieutenant, Hook till att bilda bandet Freebass. 
I september 2011 meddelade bandet att de skulle uppträda för första gången sedan 2006, men utan Hook, på Ancienne Belgique i Bryssel den 17 oktober och vid Bataclan, Paris den 18 oktober.
I december 2011 släppte New Order Live at the London Troxy, ett livealbum från deras spelning 10 december 2011, på Troxy i London. Denna release är den första sedan bandet bestämde sig för att återförenas med keyboardisten Gillian Gilbert, men inte basisten Peter Hook. Det var även deras första uppträdande i London på över fem år.
År 2015 stämde Peter Hook sina tidigare bandkollegor för att de fortsatte att använda namnet New Order utan hans medverkan. Det slutade med en ekonomisk överenskommelse mellan parterna.
2014 släppte Bernard Sumner sin självbiografi, Chapter and verse - New Order, Joy Division and me där han bland annat berättar om New Orders historia.
2016 gav även Peter Hook ut en bok, Substance: Inside New Order, där han berättar om sin tid i bandet.

## Diskografi

### Studioalbum
- Movement (1981)
- Power, Corruption & Lies (1983)
- Low-life (1985)
- Brotherhood (1986)
- Technique (1989)
- Republic (1993)
- Get Ready (2001)
- Waiting for the Sirens' Call (2005)
- Lost Sirens (2013)
- Music Complete (2015)

### Samlingar
- Substance 1987 (1987)
- (The Best of) New Order (1994)
- (The Rest of) New Order (1995)
- International (2002)
- Retro (2002) - box
- In Session (2004)
- Singles (2005)
- Total: From Joy Division to New Order (2011)
- Live at the London Troxy (2011)
- Live at Bestival 2012 (2012)

### Singlar
- Ceremony (1981)
- Procession (1981)
- Everything's Gone Green (1981)
- Temptation (1982)
- 1981-82 (1982) - samling med låtar från de första singlarna
- Blue Monday (1983)
- Confusion (1983)
- Thieves Like Us (1984)
- Murder (1984)
- The Perfect Kiss (1985)
- Sub-Culture (1985)
- Shellshock (1986)
- State of the Nation (1986)
- Bizarre Love Triangle (1986)
- Peel Sessions 1982 (1986)
- Peel Sessions 1981 (1987)
- True Faith (1987)
- Touched by the Hand of God (1987)
- Blue Monday 1988 (1988)
- Fine Time (1988)
- Round & Round (1989)
- Run 2 (1989)
- World in Motion (1990) - Englands officiella VM-låt
- Regret (1993)
- Ruined in A Day (1993)
- World (The Price of Love) (1993)
- Spooky (1993)
- True Faith -94 (1994)
- Nineteen63 -95 (1995)
- Blue Monday -95 (1995)
- Video 586 (1997)
- True Faith 2001 (2001) - endast promo
- Crystal (2001)
- 60 Miles an Hour (2001)
- Someone Like You (2001) - endast promo
- Here to Stay (2002)
- World In Motion 2002 (2002) - re-release med nyinspelad b-sida
- Confusion Remixes '02 (2002)
- The Peter Saville Show Soundtrack (2003) - släppt i samband med konstutställning
- Krafty (2005)
- Jetstream (2005)
- Waiting for the Sirens Call (2005)
- Guilt is a Useless Emotion (2005) - endast promo
- Restless (2015)
- Tutti Frutti (2015)
- Singularity (2015)
- People on the High Line (2015)
- Be a Rebel (2020)

## Utmärkelser
New Order mottog år 2005 tidningen NME:s (New Musical Express) utmärkelse Godlike Genius Award.